# Liste der Naturdenkmale in Marlow
Die Liste der Naturdenkmale in Marlow nennt die Naturdenkmale in Marlow im Landkreis Vorpommern-Rügen in Mecklenburg-Vorpommern.

## Naturdenkmale
| Bild | Nr.  | Bezeichnung | Standort                                                    | Beschreibung | Schutzzweck | Verordnung |
| ---- | ---- | ----------- | ----------------------------------------------------------- | ------------ | ----------- | ---------- |
| BW   | 57/1 | Stieleiche  | Marlow Kleine Teichstraße (54° 9′ 19,7″ N, 12° 34′ 10,6″ O) |              |             |            |